# Ute Mountain Fire Tower
Pour les articles homonymes, voir Ute.
L'Ute Mountain Fire Tower est une tour de guet du comté de Daggett, dans l'Utah, aux États-Unis. Située à 2 688 mètres d'altitude dans les monts Uinta, elle est protégée au sein de la forêt nationale d'Ashley. Construite en 1937, elle est inscrite au Registre national des lieux historiques depuis le 10 avril 1980.